# RVV COAL
RVV COAL is een Nederlandse amateurvoetbalclub uit Rotterdam in Zuid-Holland, opgericht in 1919. Het eerste elftal van de club speelt in de Tweede klasse zondag (2020/21).
De locatie van de club is een sportpark aan de rand van het Rotterdamse Zuiderpark.

## Oprichting
COAL is een van de weinige clubs (zo niet de enige) die er op kunnen bogen tweemaal te zijn opgericht. De eerste keer was dit op 1 maart 1913, toen twaalf kantoorbedienden van de Steenkolen Handels Vereniging (SHV) besloten een voetbalclub te stichten onder de naam “COAL” (afkomstig van Coal Trading Association). De grote uitbreiding van de havens aan de linker maasoever was juist begonnen en had een grote toename van de bevolking tot gevolg.
Het voetbal floreerde in die tijd reeds op Zuid. Feyenoord had op het Afrikaanderplein al een grote naam verworven en was rond 1917 naar de Dordtsestraatweg/Kromme Zandweg getrokken. Een van de nieuwe clubjes was COAL. In de lente van 1919 gebruikte een aantal sjouwers van de Steenkolen Handelsvereniging een terreintje aan de Maashaven om met een papieren bal de voetbalsport te beoefenen. Bij deze mensen rijpte het plan om een voetbalclub op te richten.

## De eerste jaren
COAL werd ten tweede maal opgericht bij de heer Tromp aan de Tolhuisstraat, hoek Katendrechtsestraat op Katendrecht. Op 14 april 1919 kwamen de mannen ten huize van de heer Tromp bij elkaar en zij namen het besluit dat COAL zou herleven (uit erkentelijkheid aan de ex¬bestuursleden van de kantoorvoetbalclub werd de naam COAL overgenomen).
Voorzitter werd Jan van der Woude. Achtentwintig jaar hanteerde hij de voorzittershamer. Secretaris werd B. Nossent; penningmeester: D. Meijer en tot commissarissen werden benoemd de heren P. Mout en Putten.

## Locaties
Seizoen 1920/1921 op Woudenstein. Na een kort verblijf van een seizoen op Woudenstein werd het veld aan de Sluisjesdijk betrokken. Van 1921 tot 1925 een speelde Coal op een veldje aan de Sluisjesdijk.
Toen dit ten offer van de industrie viel, kwam COAL op het Afrikaanderplein terecht.
In het seizoen 1927/1928 vierde COAL niet alleen het kampioenschap én promotie naar de “grote bond”.
Men beleefde wederom een verhuizing. Het grote sportcomplex “Kromme Zandweg” tegenover de Feyenoord-terreinenwerd in gebruik genomen.
Op 26 juli 1937 kon de voorzitter met grote vreugde mededelen, dat COAL een eigen speelveld kon huren. Op 3 september 1937 werd het eigen speelveld officieel geopend met de wedstrijd COAL – DHZ.
Er was na de oorlog (mei 1945) totaal niets meer over van enige accommodatie.
Toch werd er weer gevoetbald. De toenmalige RVB organiseerde een
linkermaasoevercompetitie tussen de 2e- en 3e-klassers alsmede Feyenoord 2.
In maart 1946 kon het geheel gerestaureerde terrein met kleedlokalen geopend
worden. Een mooi stenen gebouw bevatte twee kleedlokalen, een waslokaal, een
scheidsrechter annex bestuurskamer en een materiaalhok.
In het vroege voorjaar van 1950 werd er verhuisd naar de Kromme Zandweg
Voorheen speelde CVV hier gedurende een tiental jaren.
Vanaf het seizoen 1956/1957 speelt COAL op het huidige complex aan de Oldegaarde.
De voorzittershamer werd toen aanvaard door Adriaan Okkerse, tevens adjunct-directeur van Diergaarde Blijdorp.

## Tenue
Als tenue koos men, gedachtig de naam, een zwart steenkolenhemd en een witte broek. Op het shirt zou een wit-rood embleem komen, dat de relatie met de SHV moest symboliseren. Zwarte kousen completeerden het geheel.
Bij aanvang van het seizoen 1951/1952 kwam COAL in een volslagen nieuw tenue te verschijnen. Het zwarte hemd verdween. Bij vele spelers was de kleur van het shirt meer een nuance van grijs (licht tot donker) Het nieuwe shirt was rood met witte mouwen. De witte broek bleef gehandhaafd, de kousen werden rood-wit geringd. De gedachte aan de SHV (wit-rood) kwam beter tot uitdrukking.

## Hoogtepunten
Spelers uit USC en Saturnus kwamen COAL versterken en in 1927/1928 werd het kampioenschap van de 1e klasse van de RVB en daarmee promotie naar de KNVB bereikt. In acht jaar seizoenen had COAL met succes de RVB doorlopen. Hierna duurde het tot het seizoen 1941/1942 tot opnieuw een trapje op de ladder kon worden beklommen (2e klasse). In de tussenliggende jaren was men een aantal keren kampioen geworden. De toen noodzakelijke promotie-degradatiewedstrijden kon niet overwonnen kon worden. Sportief gezien werd het hoogtepunt bereikt in het seizoen 1974/1975 toen de 1e klasse van de KNVB werd bereikt. COAL werd dat seizoen eerste en Neptunes (dat ook promoveerde) tweede. Het is dat met ingang van het seizoen 1975/1976 de Hoofdklasse werd ingevoerd, want anders had COAL, naar amateur begrippen, het hoogst bereikbare niveau behaald.

## Speler met grote naam
Jantje Hoes (Johnny Hoes). De bekendste van de COAL'ers. Schrijver van de beroemdste clubliederen van Nederland: “Hand in hand, kameraden” (nu Feyenoord) en het officieuze Ajaxlied “Op een slof en een oude voetbalschoen”. Noem de naam Johnny Hoes en negen van de tien Nederlanders zeggen meteen “de koning van de smartlap”. Alleen bij COAL reageert men anders op deze naam; “ …dat was in de jaren veertig een zeer verdienstelijke voetballer in ons 1e elftal”. Johnny Hoes heeft ter ere van het 65-jarig COAL-jubileum een grammofoonplaat vervaardigd. De initiatiefnemer daartoe was Willem D. Okkerse MBA, zoon van de vroegere penningmeester Johannes Okkerse, en neef van de vroegere voorzitter Adriaan Okkerse. Op de ene kant zingt Johnny Hoes met koor het originele COAL-clublied “Hand in hand voor COAL 1” (grote broer Feyenoord “leende” dit lied later), op de achterzijde komt hij met de “COAL Polonaise”.

## Competitieresultaten 1927–heden (zondag)
| 2 4D |

| 2 4C |

| 5 3B |

| 1 3D |

| 1 3B |

| 4 3D |

| 4 3C |

| 3 3C |

| 2 3C |

| 8 3C |

| 2 3B |

| 2 3D |

| 8 3C |

| 7 E |

| 6 3D |

| 1 3E |

| 10 2B |

| 7 2B |

|  |

| 4 2A |

| 7 2A |

| 7 2A |

| 4 2A |

| 4 2B |

| 7 2B |

| 2 2B |

| 8 2A |

| 9 2A |

| 11 2B |

| 12 2B |

| 2 3C |

| 5 3D |

| 9 3C |

| 3 3C |

| 7 3D |

| 5 3D |

| 3 3C |

| 1 3C |

| 12 2B |

| 12 3D |

| 1 4C |

| 2 3D |

| 10 3D |

| 3 3D |

| 2 3B |

| 9 3B |

| 8 3B |

| 1 3B |

| 1 2B |

| 8 1B |

| 14 1B |

| 11 2B |

| 9 2B |

| 9 2B |

| 10 2B |

| 13 2B |

| 8 3C |

| 7 3D |

| 5 3D |

| 5 3D |

| 4 3D |

| 6 3D |

| 6 3D |

| 3 3D |

| 2 3D |

| 9 3C |

| 8 3C |

| 5 3C |

| 1 3C |

| 11 2B |

| 12 3D |

| 2 4G |

| 2 4E |

| 3 4F |

| 9 3C |

| 11 3D |

| 8 4H |

| 7 3D |

| 9 3D |

| 10 3D |

| 7 4F |

| 3 4F |

| 2 4E |

| 11 3D |

| 5 4G |

| 6 4F |

|  |

| 7 4D |

| 8 4C |

| 9 4B |

| 4 4B |

| 11 3D |

| 3 HB 2 Q4 |

| 12* 2D |

| 5* 2D |

| 9 2D |

| 11 2C |

| Eerste klasse | Tweede klasse | Derde klasse | Vierde klasse | Noodcompetitie (1940) | Overgangscompetitie (2019) |

In elke staaf van de grafiek staat van boven naar beneden vermeld: 
- Eindnotering

Dit is de positie die de club heeft bereikt in de competitie, zonder eventuele beslissings-, play-off- of nacompetitiewedstrijden die nodig zijn geweest om bijvoorbeeld de kampioen van de competitie te bepalen.
Indien een * achter het getal staat is de notering een tussenstand en kan het zijn dat de notering niet overeenkomt met de uiteindelijke eindstand van de competitie.
Staat er een - dan is het seizoen nog bezig en is er geen definitieve uitslag bekend.
Staat er xx op de positie van de notering, dan heeft de club vroegtijdig de competitie verlaten. Dit kan onder andere komen door terugtrekking van het team, faillissement van de club of door een uitgedeelde straf van de KNVB. In veel gevallen staat elders in het artikel de reden vermeld.
Staat er een ? dan is het resultaat uit het verleden onbekend, en is alleen de competitie of het niveau bekend van dat seizoen.
In de seizoenen 2019/20 en 2020/21 werd wegens de coronacrisis het amateurvoetbal afgebroken. Daardoor kennen deze staven geen eindklassering (middels -- weergegeven).
- Competitieniveau en afdelingsletter of Officiële eindstand Eredivisie
  - Competitieniveau en afdelingsletter

Hierbij geeft het getal het niveau weer, dat ook terug te vinden is in de legenda. De letter is de afdelingsaanduiding en wordt gebruikt wanneer er meer afdelingen zijn op hetzelfde niveau. De afdelingsletter is altijd een hoofdletter en wordt meestal zonder nummer gebruikt.
Voorbeeld: 2F is niveau 2e klasse competitie F.
Het competitieniveau en nummer wordt niet vermeld wanneer er slechts één competitie van dit niveau was.
  - Officiële eindstand Eredivisie (getal staat tussen haakjes vermeld)

Sinds de introductie van play-offwedstrijden voor Europees voetbal na afloop van de reguliere competitie in 2005/06, is de KNVB verplicht een eindstand van de Eredivisie door te geven aan de UEFA aan de hand van deze play-offwedstrijden.
Bij deze eindstand staan clubs die zich hebben gekwalificeerd voor Europees voetbal hoger dan clubs die zich niet wisten te kwalificeren. Indien er geen verschil was tussen de eindnotering en de officiële eindstand, staat dit getal niet vermeld.

- Onderafdeling

Hier staat afgekort de naam van de onderafdeling indien de club in dat jaar in een onderafdeling uitkwam. Tevens staat deze afkorting in de legenda en wordt gelinkt naar het artikel over deze onderafdeling. Deze afkorting wordt alleen vermeld wanneer de club in het verleden in verschillende onderafdelingen heeft gespeeld. Deze vermelding is in de staaf altijd in kleine letters. Deze onderafdelingen zijn na het seizoen 1995/96 afgeschaft. Heeft de club in slechts één onderafdeling gespeeld, dan is dit alleen terug te vinden in de legenda.
Onder de staaf staat het jaartal vermeld waarin het seizoen is afgesloten. 15 verwijst naar het seizoen 2014/15 of eventueel het seizoen 1914/15.
Wanneer een staaf leeg is, zijn deze gegevens niet bekend. Het kan ook zijn dat de club dat seizoen niet heeft meegespeeld op het hogere amateurniveau, vroegtijdig de competitie heeft verlaten of uit de competitie is gezet.

In het seizoen 1944/45 was er wegens de Tweede Wereldoorlog geen regulier competitievoetbal.

## Bekende (oud-)trainers
- Maarten Grobbe